# Comuna Bîstrîk, Berdîciv
Bîstrîk (în ucraineană Бистрицька сільська рада) este o comună în raionul Berdîciv, regiunea Jîtomîr, Ucraina, formată din satele Bîstrîk (reședința) și Jîtînți.

## Demografie
Componența lingvistică a satului Bîstrîk
     Ucraineană (98,52%)
     Rusă (1,05%)
     Alte limbi (0,44%)
Conform recensământului din 2001, majoritatea populației satului Bîstrîk era vorbitoare de ucraineană (98,52%), existând în minoritate și vorbitori de rusă (1,05%).